# Голінська загальноосвітня школа (Чернігівська область)

Голінська загальноосвітня школа І-ІІІ ступенів — україномовний навчальний заклад І-III ступенів акредитації у селі Голінка, Бахмацького району Чернігівської області.

## Історія
У XIX столітті у Голінці діяло три шкільних заклади: церковна - знаходилась біля Михайлівської церкви, початкова (1-4 клас) - перебувала навпроти старої сільської ради (будинок зберігся), земська (5-7 клас) - поблизу Спасо-Преображенської церкви (будинок розібраний на цеглу). 
Офіційна дата заснування Голінської школи - 1875 рік.
Вона об'єднала початкову парафіальну школу при Михайлівській церкві та новозасновану земську установу, яка отримала окреме кам'яне приміщення навпроти волосного центру. До початку Визвольних змагань 1917-1921 школа надавала освіту російською та церковно-слов'янською мовою. 
Випускники отримували направлення до вищих навчальних закладів Російської імперії, мали бездоганні навички з чистопису. 
У 1920-их роках випускники школи поступали до Конотопського педагогічного технікуму. Після Геноциду 1932-1933 років кількість учнів Голінської школи різко зменшилася, у шкільному приміщенні на Гайворонському шляху було облаштовано так званий хоспіс для дітей шкільного віку, де вони помирали від голоду та спровокованих ним хвороб. Частина старшокласників залучалася до поховання ровесників, трупи яких були розкидані по всьому селу, особливо на кутку Гапонівка. За даними учня Голінської школи Дмитра Пащенка, 1933 року їх малолітня поховальна бригада зібрала на кутках Вольківка, Голубівка та Гапонівка 8 трупів дітей шкільного віку. Їх поховали у спільній могилі на Вольківському цвинтарі (місце збереглося). 

### 1970-ті роки
1975 року випускалося два класи на 44 учні. Проте динаміка міграції із села випускників одного тільки 10-А класу свідчила про втягування Голінки у справжню демографічну прірву: виїхали назавжди практично всі випускники, а ті хто лишився - загинули. Вочевидь, факт двох голодоморів, депортацій, Другої світової війни, алкоголізму та примусової рабської праці у колгоспах позначилася на психічному здоров'ї сільської молоді 1950-их років народження, серед якої почастішали випадки суїциду:   
- Випускники 1975 року:

|                                  |                                                    |                                                                   |
| Лу́цик Лідія Іванівна             | корінна, з козаків                                 | м. Біла Церква                                                    |
| Ковбаса́ Ольга                    | з поселенців депортованого села Ґрос Вердер        |                                                                   |
| Рі́па (Молюга)Валентина Дмитрівна | корінна, з козаків                                 |                                                                   |
| Ду́дік (Ги́рман) Наталія Пилипівна | корінна, з козаків, але батько приїжджий з Донбасу | м. Бахмач                                                         |
| Оробе́й Галина Іванівна           | корінна, з козаків                                 | Полтавська область, педагог                                       |
| Гузь Галина Миколаївна           | корінна, з козаків                                 | м. Гомель Білорусь                                                |
| Яцу́н Надія Іванівна              | корінна                                            |                                                                   |
| Повіре́нна Лідія Василівна        | корінна                                            | м. Бахмач                                                         |
| Бо́клаг Наталія Василівна         | корінна, з козаків                                 |                                                                   |
| Бо́клаг Лідія Василівна           | корінна, з козаків                                 | м. Київ                                                           |
| Федоре́нко Михайло Павлович       | корінний                                           | м.Городня директор школи-інтернату                                |
| Ю́щенко Василь Павлович           | корінний, із козаків                               | м. Конотоп                                                        |
| Дзю́ба Василь Григорович†         | корінний, із козаків                               | м. Конотоп, повісився                                             |
| Гришко́ Іван Миколайович          | корінний                                           | м. Сєвєродвінськ Росія (Російська Федерація), моряк               |
| Гапо́ненко Василь                 | корінний, із козаків                               | м. Дніпропетровськ (у 2000-их повернувся до Голінки) Україна      |
| Тимоше́нко Григорій†              | корінний, з козаків                                | Голінка, після школи психічно хворий, помер                       |
| Гапо́ненко Віктор Павлович        | корінний, із козаків                               | м. Київ                                                           |
| Гапо́ненко Григорій (Гарбуз)      | корінний, із козаків                               | м. Кривий Ріг, Україна                                            |
| Го́рбач Анатолій†                 | корінний, із козаків                               | Голінка, після школи психічно хворий (самогубство через отруєння) |
| Лазоре́нко Михайло Васильович     | корінний, із роду козацької старшини               | м. Київ, викладач Університету харчових технологій Україна        |

### 1980-ті роки
До 1978 року у Голінській середній школі було два паралельні повнокомплектні класи. Але 1978-го вже один. На кількості випускників позначилася демографічна криза 1940-их років, пов'язана насамперед з терором голодом 1946-1947 років. 
Аналіз подальшої долі випуску 1984 року свідчить про масову міграцію із села і навіть за межі України, але масштаби зменшилися у порівнянні з 1960-70-ми роками. Так, із 27 випускників 1984 року 10-ро залишилися жити в селі, 15-теро - виїхали до міст, двоє емігрували до Російської Федерації.    
- Випускники 1984 року (класний керівник - вчителька фізкультури Марія Георгіївна Яцун):

|                                           |                         |                                            |
| Ба́бич Ігор Федорович                      | батьки приїжджі         | Київ, шофер                                |
| Рі́па Володимир Олександрович              | корінний, із козаків    | Голінка, тракторист                        |
| Матві́єнко Анатолій Григорович             | корінний                | Голінка, працівник автозаправки            |
| Зайченко Микола Миколайович               | корінний                | Голінка, підприємець                       |
| Ма́рченко (Сидо́ренко) Валентина Михайлівна | корінна                 | Голінка, хатня робітниця                   |
| Конова́л (Лу́цик) Людмила Миколаївна        | корінна, з козаків      | Голінка, хатня робітниця                   |
| Паліє́нко Валентина Іванівна               | корінна                 | Голінка                                    |
| Паліє́нко (Троць) Людмила Іванівна         | корінна                 | Голінка                                    |
| Троць Володимир Васильович                | корінний, із козаків    | Голінка, водій ТОВ "Агродім"               |
| Паліє́нко Лідія Іванівна                   | корінна, з козаків      | м. Ростов-на-Дону (Російська Федерація)    |
| Троць (Товкун) Надія Іванівна             | корінна                 | м.Москва (Російська Федерація)             |
| Яцу́н Надія Григорівна                     | корінна, з козаків      | м. Чернігів                                |
| Гапо́ненко Валентина Василівна             | корінна, з козаків      | Черкаська область                          |
| Че́піль Володимир Григорович               | родом із села Левівщина | м. Конотоп                                 |
| Дзю́ба Василь Григорович                   | корінний                | м. Конотоп                                 |
| Ткаче́нко Володимир Михайлович             | корінний, з козаків     | м. Київ, прокурор                          |
| Верни́гора Анатолій Васильович             | корінний, з козаків     | м. Бахмач                                  |
| Дени́сенко Володимир Миколайович           | корінний                | м. Конотоп                                 |
| Колоді́й Віктор Андрійович                 | корінний, з козаків     | с. Тиниця                                  |
| Головко́ Анатолій Іванович                 | корінний                | м. Київ, інспектор ДАІ                     |
| Ковалі́вський Василь Михайлович            | корінний, із козаків    | м. Конотоп                                 |
| Гапоненко (Ріпа) Віра Іванівна            | корінна, з козаків      | с. Білогородка                             |
| Недбайло Володимир Васильович†            | корінний                | Голінка, працював у МВС Київської області  |
| Гапоненко Анатолій Павлович†              | корінний, з козаків     | Голінка, психічно хворий (впав у колодязь) |
| Андрі́єнко Леонід Андрійович†              | корінний, із козаків    | м. Одеса, інспектор ДАІ                    |
| Верни́гора Віктор Іванович†                | корінний, із козаків    | Голінка                                    |
| Ма́рченко (Мазепа) Валентина Андріївна     | родом                   | м. Київ                                    |
| Палу́н Олександр Володимирович             | з родини приїжджих      | м. Дніпропетровськ                         |

## Сучасний стан
Зараз у селі діє загальноосвітня школа І-ІІІ ступенів, розташована у сучасному двоповерховому приміщенні по вул. Незалежності, 59. Кількість учнів у 1990-их коливалася в межах 100 чоловік. Але 2009-2010 навчальний рік у школі - 45 учнів, що загрожує пониженням статусу школи із середньої до неповної середньої.

## Профіль
Надання повної загальної середньої освіти. З 1918 року - українська мова викладання. З 1938 року - викладання двох іноземних мов: російської та німецької. 1992 року скасовано предмет "російська мова". У 2000-их роках запроваджено викладання англійської мови замість німецької. 
Учні мають високий рівень знання української мови, вона є мовою живого спілкування вчителів та дітей. Домінує полтавський діалект. 
При школі діє дитяча група (до десяти чоловік), якою керує викладач Надія Троць.

## Викладацький склад
У 2000-их роках викладацький склад постійно змінюється. Зокрема, частина викладачів не живе у Голінці, приїжджаючи для викладання предметів з Гайворона і навіть Бахмача. 

## Фонд шкільної бібліотеки
Бібліотека розташована в окремій кімнаті у приміщенні школи. Штатна одиниця бібліотекаря (бібліотекар Наталія Гапоненко). Виставки краєзнавчої та методичної літератури, зокрема про Голодомор 1932-1933. Бібліотека передплачує кілька періодичних видань (наприклад, "Україна Молода"). 
Фонд бібліотеки - 5,660 художньої літератури, загалом - 7,308 одиниць зберігання. Фонд застарілий, на 80% складений ще у совєцькі часи. При чому в 1980-их роках не лише районні, але й сільські бібліотеки Чернігівщини влада почала активно комплектувати непрофільною російськомовною літературою, яка є непридатною для використання у теперішній час.  
За ініціативою бібліотеки, 2010 року діти здавали макулатуру, яку використали для оновлення фонду бібліотеки творами української класики (м. Куліш, В. Винниченко тощо). Централізованого оновлення фонду бібліотеки не існує. Частину книжок бібліотека отримує в дарунок. 
Серед директорів бібліотеки: Галина Єфтухівна Бабич (1983-1993); Олена Вікторівна Кузько (Носенко, 1993-2003);  Тетяна Миколаївна Федько (до 2003 року, дружина колишнього голови колгоспу); Катерина Бабич (Олефіренко, 2003-2005); Наталка Гапоненко (Горбач, 2005-...). 

## Відомі випускники
- Потебенько Михайло Олексійович, генеральний прокурор України;
- Носенко Петро Григорович, журналіст, редактор районних та обласних видань;
- Науменко Володимир Петрович, журналіст, редактор журналу "Березіль" (Харків).